# Lapptåg
Lapptåg (Juncus triglumis) är en växtart i familjen tågväxter.
Lapptåg delas bland annat upp i underarterna:
- J. t. triglumis, vanlig lapptåg, nominatformen
- J. t. albescens, blektåg